# Киро Меразчиев
Киро Меразчиев е български политик и кмет на Варна през 1888 г.
Роден е в Казанлък. През 1887 г. е депутат в Народното събрание на Княжество България. При разпускането на Камарата, Меразчиев е определен за кмет на Варна, което е посрещнато с неодобрение. На 23 януари 1888 редица членове на Общинския съвет във Варна подават оставка поради несъгласие с избора на новия кмет и неговите помощници Никола Провадалиев и Ахмед Хадърчали. Меразчиев запазва поста си само за един месец и четиринадесет дни и след смяната му през февруари 1888 г. е критикуван в пресата за беззаконие в местната власт.
През 1905 г. е кандидат за депутат на окръжните избори от управляващата Народнолиберална партия. Участва успешно със стамболовистите и на местните общински избори през следващата 1906 г., когато повечето от опозиционните фракции не се включват в изборите. Напуска Общинския съвет с разпадането на състава му през 1908 г.
Днес неговото име носи улица в Район Приморски, Варна.